# Jaderná elektrárna Čchin-šan
Jaderná elektrárna Čchin-šan (čínsky v českém přepisu Čchin-šan che-tien-čan, pchin-jinem Qínshān hédiànzhàn, znaky 秦山核电站) je provozní jaderná elektrárna v Číně. Nachází se v provincii Če-ťiang poblíž města Čchin-šan. Elektrárna se skládá ze tří samostatně spravovaných celků, které mají odlišnou historii výstavby i provozu. Celkový výkon všech reaktorů je 4406 MW. Bloky elektrárny Fang-ťia-šan leží v těsném sousedství elektrárny Čchin-šan.

## Historie a technické informace

### Počátky
Počáteční plány na výstavbu jaderné elektrárny v Číně existovaly již od konce 70. let. Velmi se diskutovalo o nákupu dvou francouzských 900 MW reaktorů pro provincii Kuang-tung. V roce 1981 bylo rozhodnuto použít tlakovodní reaktory pro první jadernou elektrárnu, přičemž možnost výstavby těžkovodních reaktorů byla ponechána otevřená, zejména proto, že Čína již získala dva těžkovodní reaktory ze Sovětského svazu, s kterými bylo možné vyrábět jaderné zbraně. Na tomto základě se očekávalo, že se Čína ve svém vlastním vývoji bude spoléhat na těžkovodní reaktory, a to navzdory skutečnosti, že lehkovodní tlakovodní reaktory se mezinárodně prosadily.
V roce 1980 lidová republika oznámila, že chce mít do roku 1990 celkem 2 000 až 4 000 MW instalovaného výkonu jaderných elektráren, což bylo celosvětově vnímáno jako příliš optimistické. Americká společnost, Babcock & Wilcox naproti tomu očekávala, že v Číně nebudou mít jadernou elektrárnu z vlastního vývoje před rokem 1995, nejdříve v roce 1991, kdy stavbu na klíč zadali zahraničnímu staviteli jaderné elektrárny a okopírovali předpisy pro jaderné elektrárny z jiných zemí. Inženýr ze společnosti Combustion Engineering vysvětlil, že do roku 1991 by bylo možné dovézt šest reaktorů, pokud by na to byly peníze a vůle, ale jaderné elektrárny, které stály kolem miliardy dolarů, nebyly pro Čínu v tomto měřítku tehdy vhodné. Sama Čínská lidová republika v únoru 1981 přiznala, že bude muset nejprve koupit několik bloků, aby mohla pokročit ve vlastním technologickém vývoji s těmito systémy. Neustálý nákup reaktorů ze zahraničí byl ale zcela vyloučen.

### První fáze
První zveřejnění plánů elektrárny 10. listopadu 1982 stanovilo, že zpočátku bude postaven blok o výkonu 300 MW, který bude později rozšířen o druhý stejný blok. Základ pro rozšíření byl již zohledněn při návrhu systému. Čína vzala plánování jaderné elektrárny do svých rukou a vytvořila tak vlastní konstrukci reaktoru. Design byl vyvinut 40členným týmem. Reaktor by měl být vystavěn do sedmi let. Staveniště bylo zkolaudováno 14. listopadu 1981. Velikost bloku závodu byla zvolena záměrně: v době, kdy byla běžná výroba turbosoustrojí o výkonu 1200 MW, byla Čína schopna vyrábět pouze turbosoustrojí s maximálním výkonem 300 až 350 MW.
Výstavba bloku byla zahájena dne 20. března 1985. Jedná se o model reaktoru CNP-300 a byl postaven pouze jediný. Hrubý výkon dosahuje 330 MW a čistý 326 MW. Poprvé se reaktor dostal do kritického stavu 31. října 1991. Do komerčního provozu reaktor přešel dne 1. dubna 1994.
Elektrárna byla první navržená a postavená jaderná elektrárna v Číně, tzn. přes 95 % komponentů pochází z domácí výroby. Tehdy se předpokládalo, že poběží až do roku 2021. Vzhledem však k soustavným modernizacím a prodlužováním životnosti je možné jej provozovat déle. Reaktor byl od poloviny roku 1998 na 14 měsíců odstaven z důvodu naléhavých oprav. V říjnu 2007 byl reaktor odstaven na přibližně dva měsíce z důvodu rekonstrukce, během níž bude vyměněn celý systém instrumentace a řízení, hlava tlakové nádoby reaktoru a pohon regulační tyče. Tato práce umožnila prodloužit termín nad původně plánovaných 30 let. V lednu 2020 Národní úřad pro jadernou bezpečnost dokončil bezpečnostní přezkum a schválil pokračování provozu do roku 2041.
V konečném hodnocení byla výstavba bloku mezinárodně dobře hodnocena, protože Čína tehdy zaostávala za mezinárodním standardem ve vývoji technologie civilních reaktorů asi 30 let a přesto dokázala postavit jadernou elektrárnu relativně rychle v porovnání k mezinárodnímu průměru a také vyvinula design reaktoru, který již jako prototyp odpovídal světovým standardům.
Blok slouží také pro školení budoucích operátorů jaderných elektráren v zemi.

### Druhá fáze

#### Bloky 1 a 2
Původní plán z roku 1981 počítal s rozšířením zařízení buď o ještě jeden blok v první fázi, nebo výstavbu druhé fáze, což je důvod, proč byly vyhrazeny příslušné pozemky. V roce 1986 bylo plánování změněno a byla plánována výstavba dvoublokového systému o celkovém výkonu 1200 MW, tudíž dva bloky o výkonu 600 MW. Podle plánů z téhož roku měly práce na těchto blocích začít v roce 1988.
Aby byla zajištěna kvalita projektu, byla v roce 1986 přijata společnost Kraftwerk Union AG, aby pomohla s projektem. Stavba prvního bloku byla dříve naplánována na rok 1991, druhý na rok 1992 a u každého bloku měla být dokončena do pěti let.
V roce 1990 byla dokončena studie proveditelnosti pro druhou fázi elektrárny a dokumenty obsahující návrh dvou 600 MW tlakovodních reaktorů byly předloženy Státnímu plánovacímu výboru ke kontrole a schválení. Podle plánu by měl tento model reaktoru v příštích desetiletích stát standardním čínským reaktorem, aby byly splněny požadavky na rychlou realizaci takových projektů s nízkými investičními náklady. Přípravné práce na místě byly zahájeny 14. dubna 1991. Na tlakové nádoby reaktoru bylo zahájeno mezinárodní výběrové řízení, jehož součástí byla výroba tlakové nádoby a předání výrobních znalostí. O zakázku se ucházela japonská Mitsubishi Heavy Industries a jihokorejský výrobce Hanjung. Smlouva měla hodnotu 20 milionů dolarů. V roce 1995 byla zakázka udělena společnosti Hanjung. Protože však jihokorejská vláda nechtěla poskytnout exportní úvěr, byla China National Nuclear Corporation nucena zadat zakázku Mitsubishi Heavy Industries. Skupina Scottish Weir Group byla v roce 1996 pověřena výrobou a dodávkou hlavních čerpadel. Společnost Framatome byla pověřena na výrobu vnitřních části reaktoru a přístrojové vybavení, zatímco další další komponenty byly smluvně smluvně zajištěny společnostmi ze Španělska a Japonska. Turbíny vyrobila společnost Westinghouse. Na oplátku Ministerstvo energetiky Spojených států aktivně zahájilo rozšiřování spolupráce s China National Nuclear Corporation a zejména podporovalo výstavbu AP600 od Westinghouse v Číně. Parogenerátory byly objednány ve Španělsku. Zbytek komponent byl vyroben v Číně.
Výstavba prvního bloku byla zahájena 2. června 1996. Druhý blok následoval dne 1. dubna 1997. Stavba bloků probíhala až do roku 1999 bez problémů, takže velké úsilí umožnilo opět splnit plán. Ve stejném roce byla dokončena kopule reaktoru. Mezinárodně byla tato událost interpretována jako znamení, že Čína přijala mezinárodní stavební postupy, protože střecha byla na budovu zvednuta kompletně předem smontovaná. Dne 17. března 1999 byly první parní generátory odeslány ze španělského města Santander přímo do Čchin-šanu španělským partnerem Westinghouse. Dne 12. prosince 2000 slavil čínský jaderný průmysl úspěch se schválením prvního patentovaného systému řídicích tyčí společnosti CNNC Nuclear Power Qinshan Joint Venture Company Limited. Systém byl v obou blocích použit. Celková lokalizace projektu dvou bloků o výkonu přibližně 600 MW však činila pouze 33 %.
Ve výrobě druhé tlakové nádoby reaktoru však docházelo ke zpožděním kvůli kvalitativním nedostatkům ve svarech kvůli některým závažným chybám svařování. China National Nuclear Corporation proto požádala šanghajskou kotlárnu Shanghai Boiler Works o opravu tlakové nádoby. Jak regulační úřad, China National Nuclear Corporation, tak samotná kotlárna souhlasila s kvalitativními nedostatky. To vedlo ke kritice ze strany odborníků, kteří uvedli, že dodávky technologie by se měly zpomalit, pokud Čína nedokáže adekvátně zajistit kvalitu.
Výstavba obou bloků stála dohromady 1,8 miliardy dolarů.

#### Uvedení do provozu
Původně se v roce 1996 plánovalo, že první blok bude v provozu v roce 2001 a druhý v roce 2002. Již v roce 1998 byl termín síťové synchronizace prvního bloku posunut na rok 2002. Dne 12. prosince 2001 byl dokončen proces zavážení jaderného paliva v prvním bloku. První blok byl uveden do kritického stavu dne 29. prosince 2001. Do sítě byl připojen dne 6. února 2002. Již dne 25. dubna 2002 byl zahájen komerční provoz reaktoru.
Druhý blok dosáhl kritického stavu dne 25. února 2004, do sítě byl schopen se připojit 11. března 2004 jako devátý blok v Číně. Komerční provoz konečně nastal 3. května 2004.

#### Bloky 3 a 4
Během přípravných prací, které začaly v roce 1991 pro první dva bloky, bylo také připraveno místo pro další dva stejné bloky hned vedle. V roce 2001 však provincie Če-ťiang odmítla výstavbu bloků 3 a 4 povolit. China National Nuclear Corporation poté vstoupila do jednání s provinční plánovací komisí, která nakonec plány schválila, i když ne pro Čchin-šan, ale pro elektrárnu San-men. Po dokončení prvních dvou bloků bylo plánování rozšíření o bloky 3 a 4 opět aktivnější. Konsorcium Siemens-Areva podepsalo odpovídající dohodu o spolupráci s China National Nuclear Corporation. Kromě výstavby bloků 3 a 4 to ovlivnilo i plánování rozšíření elektrárny Lin-chao ve větším měřítku. Ústřední vláda již interně schválila kopii prvních dvou bloků do července 2004. Na rozdíl od prvních dvou bloků, které byly podrobeny pravděpodobnostnímu testu bezpečnosti, byly bloky modernizovány a splňují nejnovější bezpečnostní požadavky z dubna 2004. V říjnu 2005 byla u Mitsubishi Heavy Industries v Japonsku objednána čerpadla pro dva bloky, která byla dodávána okolo června 2008 a všechna by měla být na místě do února 2010. Každé z čerpadel bude mít dodávací kapacitu 24 000 metrů krychlových za hodinu a výkon 5,2 MW.
Výstavba třetího bloku byla zahájena 28. dubna 2006 a čtvrtého bloku 28. ledna 2007. Stavební povolení bylo schváleno 28. dubna 2006, ve stejný den byl nalit první beton do základů třetího bloku. Dne 9. února 2009 dodala jihokorejská strojírenská společnost Doosan Heavy Industries tlakovou nádobu reaktoru pro 3. blok. Jednalo se o první export tlakové nádoby reaktoru této společnosti.

#### Uvedení do provozu
Podle plánů z roku 2005 měl být třetí blok online v dubnu 2011 a čtvrtý v únoru 2012. Třetí blok dosáhl poprvé kritičnosti dne 13. července 2010. Do sítě byl připojen krátce před půlnoci dne 1. srpna 2010. Po sérii testů byl uveden do komerčního provozu 2. října 2010, čímž předběhl harmonogram. Dne 17. listopadu 2011 dosáhl kritičnosti i čtvrtý blok, který byl připojen do sítě 25. listopadu 2011. Komerční provoz nastal dne 31. prosince 2011.

### Třetí fáze

#### Bloky 1 a 2
V roce 1992 byla poprvé oznámena perspektiva výstavby třetí fáze elektrárny do roku 2000, přičemž měla být opět vybavena dvěma 600 MW jednotkami, podobnými jako v druhé fázi elektrárny. Kromě tohoto typu byly však diskutovány i jiné koncepce reaktorů, včetně reaktoru CANDU, prodávaného společností Atomic Energy of Canada Limited. Kvůli tomuto zájmu podepsala China National Nuclear Corporation v listopadu 1994 memorandum o porozumění s Atomic Energy of Canada Limited na nákup dvou reaktorů CANDU-6 o výkonu zhruba 700 MW. Jako umístění byla vybrána elektrárna Čchin-šan. Zároveň byla podepsána dohoda o spolupráci v oblasti mírového využití jaderné energie mezi Čínskou lidovou republikou a Kanadou za účelem umožnění exportu.
Čínská lidová republika zahájila jednání o obou blocích v roce 1995. Očekávalo se, že pro vývoz bude poskytnuta kanadská půjčka. Smlouva na výstavbu dvou bloků na klíč byla podepsána 14. října 1995 ve zrychleném procesu. Dodávkou parogenerátorů a tlakových zařízení byla pověřena jihokorejská společnost Korea Heavy Industries a také jihokorejská společnost Hamjung. Obě společnosti totiž měly zkušenosti s výstavbou elektrárny Wolsong, kde jsou v provozu také CANDU-6. Další smlouva o výstavbě s Atomic Energy of Canada Limited byla podepsána 14. listopadu 1996 a přípravné práce na místě začaly ten samý rok. Oficiální konečná smlouva byla podepsána 12. února 1997 a byla tedy účinná.
Podle plánu měla výstavba prvního bloku začít v listopadu 1998 a druhý blok o osm měsíců později. Pracovní síla potřebná ke stavbě dvou bloků byla odhadnuta na 27 000 osoboroků, což znamená, že pokud by jeden člověk postavil dva bloky sám, trvalo by to 27 000 let. Stavba třetího bloku byla zahájena s předstihem 8. června 1998 a také výstavba druhého bloku byla zahájena s předstihem 25. září 1998. Do roku 1999 se díky úzké spolupráci mezi Čínou a Kanadou podařilo oproti plánům rychle zvýšit tempo výstavby, takže práce byly v předstihu. Při použití metody výstavby otevřené střechy mohl být celý kontejnment obou bloků odlit do 18 dnů, což bylo v mezinárodním měřítku bezkonkurenční. Pomohl i modulární design, který byl testován poprvé na této stavbě. Vzhledem k rychlému pracovnímu procesu se v roce 1999 očekávalo, že 1. blok by mohl být dokončen do 55 měsíců od skutečného termínu, a byl tedy postaven rychleji než jakýkoli jiný reaktor CANDU před ním.
V roce 1999 byl francouzský výrobce elektroniky Alcatel pověřen poskytnutím speciálních kabelů pro přenos signálu a napájení reaktoru. Kontrakt měl hodnotu 3,9 milionu dolarů a zahrnoval dodávku 90 různých typů kabelů speciálně navržených pro aplikace v jaderných elektrárnách. V průběhu roku 2000 byla instalace důležitých komponentů do bloků dokončena v rekordním čase, takže instalace potrubních systémů v blocích byla zahájena dříve, než se očekávalo, včetně přivaděčů do reaktoru, primárního systému a kalandrie. Z hlediska kvality bylo využití mnoha nově vyvinutých zkušeností úspěšné, takže ke splnění požadavků na kvalitu bylo potřeba jen velmi málo vylepšení. První těžká voda pro 1. blok byla dodána v roce 2001 a dodávka pro 2. blok se měla uskutečnit na jaře 2003.
Během vrcholu výstavby bylo na stavbě 8 000 dělníků, včetně 150 zaměstnanců společnosti Atomic Energy of Canada Limited.

#### Uvedení do provozu
Podle plánů z roku 1998 měl být první blok uveden do provozu v roce 2004, druhý v roce 2005. Vzhledem k dobrému postupu výstavby se v roce 1999 očekávalo, že by bloky mohly být online v únoru a listopadu 2003.
Reaktor prvního bloku byl poprvé uveden do kritického stavu dne 21. září 2002. Poprvé byl generátor synchronizován s rozvodnou sítí dne 19. listopadu 2002 a do komerčního provozu přešel 31. prosince 2002. Druhý reaktor se stal kritickým dne 30. ledna 2003. K síti byl blok připojen 12. června 2003 a do komerčního provozu přešel 24. července 2003. Hrubý výkon obou bloků je 728 MW a čistý je 677 MW.

#### Bloky 3 a 4
V roce 1996, kromě výstavby prvních dvou bloků, existovala možnost vyvézt do Číny další čtyři reaktory CANDU-6, z kterých dva mohly být postaveny v Čchin-šanu. Cílem bylo realizovat výstavbu v 12. pětiletém plánu v letech 2011 až 2015. Nakonec však k dohodě nedošlo a bloky nebyly postaveny. Podle Čínské akademie inženýrství, energetiky a hornictví měl být v případě rozšíření elektrárny použit reaktor modelu ACR-1000.

## Informace o reaktorech
| Reaktor         | Typ reaktoru | Výkon  | Výkon  | Zahájení výstavby | Připojení k síti | Uvedení do provozu | Uzavření |
| Reaktor         | Typ reaktoru | Čistý  | Hrubý  | Zahájení výstavby | Připojení k síti | Uvedení do provozu | Uzavření |
| --------------- | ------------ | ------ | ------ | ----------------- | ---------------- | ------------------ | -------- |
| Čchin-šan-1     | CNP-300      | 326 MW | 330 MW | 20. 3. 1985       | 15. 12. 1991     | 1. 4. 1994         |          |
| Čchin-šan-II-1  | CNP-600      | 623 MW | 650 MW | 2. 6. 1996        | 6. 2. 2002       | 15. 4. 2002        |          |
| Čchin-šan-II-2  | CNP-600      | 623 MW | 650 MW | 1. 4. 1997        | 11. 3. 2004      | 3. 5. 2004         |          |
| Čchin-šan-II-3  | CNP-600      | 623 MW | 660 MW | 28. 4. 2006       | 1. 8. 2010       | 5. 10. 2010        |          |
| Čchin-šan-II-4  | CNP-600      | 623 MW | 660 MW | 28. 1. 2007       | 25. 11. 2011     | 31. 12. 2011       |          |
| Čchin-šan-III-1 | CANDU-6      | 677 MW | 728 MW | 8. 6. 1998        | 19. 11. 2002     | 31. 12. 2002       |          |
| Čchin-šan-III-2 | CANDU-6      | 677 MW | 728 MW | 25. 9. 1998       | 12. 6. 2003      | 24. 7. 2003        |          |